# Fernand Guillou
Fernand Guillou (ur. 6 stycznia 1926 w Montoire-sur-le-Loir, zm. 7 października 2009 w Antony) – francuski koszykarz. Wraz z reprezentacją Francji zdobył srebrny medal podczas Letnich Igrzysk Olimpijskich 1948 w Londynie.